# Ли Си
Ли Си (кит. 李希; род. в октябре 1956, в уезде Ляндан провинции Ганьсу) — китайский политик, член посткома Политбюро ЦК КПК (с 2022, член Политбюро с 2017), глава ЦКПД с 23 октября 2022 года. Секретарь (глава) комитета КПК провинции Гуандун (2017—2022).
Член КПК с 1982 года, кандидат в члены ЦК КПК 17—18 созывов, член Политбюро ЦК КПК 19-го созыва, член посткома Политбюро ЦК КПК 20-го созыва.

## Биография
По национальности ханец. Трудовую деятельность начал в 1975 году. Выпускник факультета китайского языка и литературы Северо-Западного педагогического института.
До 2011 года работал в провинции Шэньси. Причислялся к так называемой Shaanxi Gang, близкой к Си Цзиньпину; работал в Шэньси, когда её возглавлял с 2007 по 2012 год доверенное лицо Си Чжао Лэцзи.
С 2011 года в Шанхае. В 2013—2014 гг. зам. секретаря горкома КПК Шанхая.
В 2014—2015 гг. губернатор пров. Ляонин. Сменит его на этом посту Чэнь Цюфа, который в дальнейшем также станет его преемником во главе парткома провинции.
В 2015—2017 гг. глава парткома КПК пров. Ляонин, являлся председателем ПК СНП провинции.
В 2017 году сменил Ху Чуньхуа на посту секретаря (главы) парткома провинции Гуандун.
23 октября 2022 года избран главой Центральной комиссии КПК по проверке дисциплины.
Считалось весьма вероятным попадание Ли Си в состав Постоянного комитета Политбюро ЦК КПК 20-го созыва: прогнозировалось занятие им должности первого вице-премьера правительства Китая, либо избрание секретарем ЦК КПК.
Отмечают его близость к Си Цзиньпину; однако согласно The Washington Post (10.10.2022), Ли Си дистанцирован от него.